# Procontarinia allahabadensis
Procontarinia allahabadensis är en tvåvingeart som först beskrevs av Grover 1962.  Procontarinia allahabadensis ingår i släktet Procontarinia och familjen gallmyggor. Inga underarter finns listade i Catalogue of Life.